# Agence nationale de sécurité des systèmes d'information au Burkina Faso
L'Agence nationale de sécurité des systèmes d'information (ANSSI Burkina Faso) est une agence gouvernementale burkinabè chargé du contrôle et de la protection du cyberespace national.

## Historique
Le rôle principal de l'Agence Nationale de Sécurité des Systèmes d'Information est d'assurer la sécurité du cyberespace national en développant des stratégies et des actions visant à renforcer la résilience face aux menaces cybernétiques. Elle a été créée le 11 novembre 2013. Ses missions sont principalement, la réduction de la vulnérabilité du cyberespace burkinabè, la gestion les incidents tels que les cyberattaques, la veille de l'évolution technologique, etc.

## Fonctionnement
L'agence est placée sous la tutelle du Ministère en charge de la Transition digitale, des Postes et des Communications électroniques. L'ANSSI Burkina Faso est dirigé par Boukaré Sébastien Yougbaré qui en est le directeur général appuyé par des directions techniques et administratives veillant au bon fonctionnement de l'Agence.

## Actions
- 2021: Formation de 50 acteurs du cyberespace sur le référentiel général de sécurité (RGS-BF), la stratégie nationale de cybersécurité (SNCS-BF) ainsi que sur la gestion de crise cybernétique[4].
- 2024 : Une infrastructure à clé publique pour sécuriser le transfert électronique de l’information[5]

## Textes et lois
- Loi sur la sécurité des systèmes d’information[6]
- Loi portant sur la protection des données à caractère personnel et la création d’une autorité de contrôle
- Plan national de cybersécurité
- Le référentiel général de sécurité (RGS-BF)
- La stratégie nationale de cybersécurité (SNCS-BF) de 2019[7]